# 영처이링
영처이링(광둥어: 楊翠玲 Joeng4 ceoi3 ling4, 중국어 정체자: 楊翠玲, 병음: Yáng Cuìlíng, 한자음: 양취령, 영어: Yeung Chui Ling 영 추이 링[*], 1982년 9월 17일~)은 홍콩의 펜싱 선수로 주 종목은 에페이다. 2008년과 2012년 하계 올림픽에 홍콩 국가대표로 참가했다.

## 경력
중화기독교회 소학교, 중화기독교회 중학교에서 수학한 후 홍콩 침례 대학에서 스포츠 레크리에이션을 전공했다. 어린 시절에는 축구에 관심을 두었으며 콰이칭구 여자 축구팀 유소년 선수로 활동했다. 축구 유소년 선수 시절에 체육 교사의 권유로 펜싱을 접했으며 3년간 펜싱과 축구를 병행하다가 홍콩 국가대표를 목표로 펜싱에 집중했다.
영처이링은 1998년에 홍콩 유스 국가대표로 발탁되었으며 그 해 11월 필리핀 마닐라에서 열린 아시아 유스 선수권 대회에 참가했다. 그녀는 에페 개인전에서 은메달을 획득했다. 이후 2000년 홍콩 성인 국가대표가 되었으며 그 해 1월 오스트레일리아 시드니에서 열린 오스트레일리아 챌린지 대회를 통해 첫 성인 국제 경기에 출전했다. 같은 해 8월에는 홍콩에서 열린 아시아 주니어 선수권 대회에 참가하여 젱육한, 허위빅훙, 러이와이인과 함께 단체전 동메달을 획득했다.
2006년 도하에서 열린 2006년 아시안 게임의 여자 에페 단체전에서 동메달을 획득하였다. 
2008년 베이징에서 열린 2008년 하계 올림픽에 참가했으며 여자 에페 개인전에 출전하였으나 첫 판에서 패해 탈락하였다.